# انستیتوی فیلم آمریکا
انستیتوی فیلم آمریکا (به انگلیسی: American Film Institute) کوته‌نوشت به‌صورت اِی‌اف‌آی (به انگلیسی: AFI) که از آن با عنوان بنیاد فیلم آمریکا هم یاد می‌شود، یک سازمان ناسودبری مستقل است که در سال ۱۹۶۷، هنگامی که لیندون بینز جانسون، رئیس‌جمهور آمریکا، تأسیس بنیاد ملی هنرها و علوم انسانی را تأیید کرد، توسط پشتوانهٔ ملی هنرهای آمریکا ایجاد گردید.
انستیتوی فیلم آمریکا تا سال ۱۹۹۸ توسط فیلم‌خانهٔ ملی آمریکا در مرکز هنرهای نمایشی جان اف کندی در واشینگتن، دی. سی. اداره می‌شد. پیش از تأسیس مرکز هنرهای نمایشی جان اف کندی، این بنیاد فیلم‌هایش را در نگارخانه ملی هنر آمریکا به نمایش می‌گذاشت.
در آوریل ۲۰۰۳، بفا تماشاخانهٔ بفا نقره‌ای سال ۱۹۳۸ واقع در سیلور اسپرینگ، مریلند در شمال واشینگتن را دوباره بازگشایی کرد.

## تاریخچه
انستیتوی فیلم آمریکا در سال ۱۹۶۷ و به عنوان یک سازمان هنرهای ملی تأسیس شد تا به حفظ میراث فیلم آمریکا، آموزش نسل بعدی فیلم‌سازان و قدردانی از هنرمندان و آثارشان بپردازد. موقوفه ملی هنرها توصیه کرده‌است که بفا «برای غنی‌سازی و پرورش هنر فیلم در آمریکا» با سرمایهٔ اولیه‌ای که از طرف پشتوانهٔ ملی هنرهای آمریکا، انجمن تصاویر متحرک آمریکا و بنیاد فورد ایجاد شود.
۲۲ عضو اصلی هیئت امنای این بنیاد شامل گریگوری پک به عنوان رئیس، سیدنی پوآتیه به عنوان معاون رئیس و همچنین فرانسیس فورد کوپولا، آرتور شلسینگر، جونیور، جک والنتی و دیگر نمایندگان از هنر و دانشگاه می‌شود.
جرج استیونز جونیور به عنوان مدیر این بنیاد از زمان تأسیس تا سال ۱۹۸۰ خدمت کرد. پس از وی ژان پیکر فرستنبرگ از سال ۱۹۸۰ تا ۲۰۰۷ در این سمت و مدیریت عامل این بنیاد مشغول به کار بود. در سال ۲۰۰۷ باب گزل به عنوان مدیر و مدیرعامل این بنیاد قرار گرفت.
به عنوان یک سازمان غیرانتفاعی، این بنیاد بودجه‌اش را از طریق کمک‌های مالی بنیاد و دولت، مشارکت و حمایت‌های مالی شرکت‌های بزرگ و کوچک و کمک‌های مالی از افراد و برنامهٔ عضویت بفا تأمین می‌کند.

### مجموعه‌های ۱۰۰ سال به انتخاب بفا
مجموعه ۱۰۰ سال به انتخاب بفا از چند لیست که ۱۰۰ یا پنجاه فیلم یا شخصیت برتر در یک ژانر را معرفی می‌کند، تشکیل شده‌است. از محبوب‌ترین آنها می‌توان به موارد ذیل اشاره کرد:
- ۱۰۰ سال، ۱۰۰ فیلم
که لیستی از صد فیلم برتر آمریکایی است که همشهری کین، پدرخوانده و کازابلانکا به ترتیب در رتبه‌های اول تا سوم این لیست قرار دارند.
- ۱۰۰ سال، ۱۰۰ هیجان
که لیستی از ۱۰۰ تا از هیجان انگیزترین فیلم‌های آمریکایی است و روانی در صدر ان قرار دارد.
- ۱۰۰ سال، ۱۰۰ قهرمان و شرور
که لیستی از ۵۰ قهرمان سینمایی برتر و ۵۰ شرور سینمایی برتر آمریکایی است. برترین قهرمان در این لیست اتیکوس فینچ از فیلم کشتن مرغ مقلد، و برترین شرور دکتر هانیبال لکتر از فیلم سکوت بره‌ها هستند.
- ۱۰۰ سال، ۱۰۰ آهنگ
- ۱۰۰ سال، ۱۰۰ نقل قول سینمایی
که لیستی از صد تا از برترین نقل قول‌ها یا جملات زیبا و هیجان انگیزی است که در فیلم‌های آمریکایی گفته می‌شود. جملهٔ «رک بگم عزیزم، من به این هیچ اهمیتی نمی‌دهم» از فیلم بر باد رفته مقام اول، و جملهٔ «پیشنهادی به او می‌دهم که قادر به رد کردنش نباشد» از فیلم پدرخوانده مقام دوم را در این لیست کسب کرده‌اند.
- ۱۰۰ سال، ۱۰۰ ستاره
که لیستی از ۲۵ بازیگر برتر مرد، و ۲۵ بازیگر برتر زن آمریکایی است. در این لیست هامفری بوگارت مقام اول بازیگر مرد، و کاترین هپبورن مقام اول بازیگر زن را کسب کرده‌اند.[۴][۵][۶][۷][۸]

### جشنواره‌های فیلم بفا
بفا دو جشنواره را اجرا می‌کند: جشنوارهٔ بفا (به انگلیسی: AFI FEST) که در لس‌آنجلس برگزار می‌شود و جشنوارهٔ مستندسازی سیلورداکز (به انگلیسی: SILVERDOCS) که با همکاری شبکهٔ دیسکاوری و در سیلور اسپرینگ، مریلند برگزار می‌گرد. جشنوارهٔ بفا (به انگلیسی: AFI FEST) تنها جشنوارهٔ فیلم در آمریکاست که از طرف فدراسیون جهانی انجمن‌های تهیه‌کنندگان فیلم (به فرانسوی: FIAPF (Fédération Internationale des Associations de Producteurs de Films)) مورد تأیید است.

### تماشاخانهٔ نقره‌ای و مرکز فرهنگی بفا
بفا به عنوان بزرگ‌ترین برگزارکنندهٔ نمایشگاه‌های غیرانتفاعی در آمریکا، به‌طور منظم فیلم‌هایی را در تماشاخانهٔ بفا نقره‌ای و مرکز فرهنگی بفا در سیلور اسپرینگ، مریلند و سینماهای آرک‌لایت و مرکز فرهنگی اسکیربال در لس‌آنجلس کالیفرنیا به نمایش درمی‌آورد.
برنامه‌ریزی در تماشاخانهٔ بفا نقره‌ای شامل ترکیبی التقاطی از مرور آثار، جشنواره‌ها و اولین اجراهای فیلم‌های بلند و همچنین رویدادهای اجتماعی و فعالیت‌های آموزشی می‌شود.

### لابراتوار محتوای دیجیتال بفا
لابراتوار محتوای دیجیتال بفا مرکزی است پژوهشی و توسعه‌ای برای رسانه‌های دیجیتال که در دانشگاه لس‌آنجلس واقع است. این لابراتوار برای بررسی و ابداع نمونه‌های اولیهٔ سرگرمی‌های دیجیتال به منظور استفاده در فیلم، تلویزیون، بازی‌های رایانه‌ای، پهن‌باند و تلفن‌های همراه فعالیت می‌کند.

### پردهٔ‌ملت بفا
پردهٔ‌ملت بفا (به انگلیسی: AFI ScreenNation) زیرمجموعه‌ای است از وبگاه بفا که به منظور نمایش محصولات آموزشی بفا و نکاتی برای فیلم‌سازان نوجوان ایجاد شده تا آثارشان را به اشتراک گذاشته، شناخته شوند و برای جایزه با هم رقابت کنند.